# Alive Again (The Neal Morse Band)
Alive Again è il primo album dal vivo del gruppo musicale statunitense The Neal Morse Band, pubblicato il 5 agosto 2016 dalla Radiant Records.

## Descrizione
Contiene l'intero concerto tenuto dal gruppo il 6 marzo 2015 nei Paesi Bassi durante il tour in supporto all'album The Grand Experiment, uscito il mese precedente. Riguardo alla pubblicazione, Neal Morse ha dichiarato:
Durante l'esecuzione del brano Alive Again tutti i componenti si sono scambiati gli strumenti: Morse e Eric Gillette, a turno, alla batteria, Mike Portnoy al basso, Bill Hubauer alla chitarra e Randy George alla chitarra e alla tastiera.

## Tracce
Testi e musiche della The Neal Morse Band, eccetto dove indicato.

### CD
CD 1
1. Alive Again Intro – 2:06
2. The Call – 10:21
3. Leviathan – 6:00 (Neal Morse)
4. The Grand Experiment – 5:48
5. Harm's Way – 14:12 (Neal Morse) – originariamente interpretata dagli Spock's Beard
6. Bill's Keyboard Solo – 2:45
7. The Creation – 16:49 (Neal Morse)
8. There Is Nothing that God Can't Change – 7:18 (Neal Morse)

CD 2
1. Waterfall – 7:18
2. Eric's Gtr Solo – 3:32
3. In the Fire – 10:28 (Neal Morse)
4. Alive Again – 34:16
5. Rejoice – 3:36 (Neal Morse)
6. Oh Lord, My God – 3:11 (Neal Morse)
7. Reunion – 4:44 (Neal Morse)
8. King Jesus – 6:38 (Neal Morse)

### DVD, BD
1. Alive Again Intro – 2:06
2. The Call – 10:21
3. Leviathan – 6:00 (Neal Morse)
4. The Grand Experiment – 5:48
5. Harm's Way – 14:12 (Neal Morse) – originariamente interpretata dagli Spock's Beard
6. Bill's Keyboard Solo – 2:45
7. The Creation – 16:49 (Neal Morse)
8. There Is Nothing that God Can't Change – 7:18 (Neal Morse)
9. Waterfall – 7:18
10. Eric's Gtr Solo – 3:32
11. In the Fire – 10:28 (Neal Morse)
12. Alive Again – 34:16
13. Rejoice – 3:36 (Neal Morse)
14. Oh Lord, My God – 3:11 (Neal Morse)
15. Reunion – 4:44 (Neal Morse)
16. King Jesus – 6:38 (Neal Morse)

## Formazione
- Neal Morse – voce, tastiera, chitarra
- Eric Gillette – chitarra solista, voce
- Randy George – basso, pass pedals, voce
- Bill Hubauer – tastiera, chitarra, clarinetto, sassofono, voce
- Mike Portnoy – batteria, voce